# Одисей (мисия)
Вижте пояснителната страница за други значения на Одисей.
„Одисей“ (Ulysses) е автоматична космическа сонда конструиран е с цел изследване на непознатите региони в космоса около полюсите на Слънцето. Апаратът е кръстен на героя от древногръцката митология Одисей. Апаратът е изстрелян със совалката Дискавъри и е съвместен проект на НАСА и Европейската космическа агенция (ЕКА).

## Цели на мисията
Научните изследвания на „Одисей“ обхващат слънчевото магнитно поле, излъчваните радиовълни, слънчевия вятър, слънчевите и междупланетните енергийни частици, галактичното лъчение и неговите компоненти. Изследвани са също космическия прах и междузвездния неутрален газ.

## Мисия

### Изстрелване
Понеже директното изстрелване на кораб от Земята до кой да е от полюсите на Слънцето е невъзможно, се налага да се използва гравитационното влияние на другите планети от Слънчевата система за извеждане в силно-наклонена орбита. В резултат „Одисей“ е изстреляна с висока скорост към Юпитер през октомври, 1990 от ниска околоземна орбита с космическата совалка „Дискавъри“.

### Преминаване покрай Юпитер
Преминавайки през гравитационното поле на Юпитер през февруари 1992 г., „Одисей“ поема по елиптична, хелиоцентрична орбита, наклонена на 80,2 градуса към слънчевия екватор. Така корабът напуска равнината на еклиптика (равнината, в която се въртят планетите около Слънцето) и поема по полярна орбита.

### Южни и северни полярни региони
През 1994 г. „Одисей“ прелита над южния полюс на Слънцето и достига до северния полюс през 1995 г. С приключила успешно първа фаза на мисията, „Одисей“ поема втора обиколка около Слънцето, която приключва през 2001. При тази обиколка апарата изучава южните слънчеви полярни региони и получава много неочаквани резултати. Южното магнитно поле е много по-динамично и без никаква изразена стабилност. Ще е грешно да се предположи, че Слънцето няма магнитен южен полюс. Просто е разположен по-разпръснато отколкото Северния полюс.

### Юпитер
„Одисей“ достига афелий през 2003/2004 г. и извършва отделечени наблюдения над Юпитер.

### Удължаване на мисията
Мисията на „Одисей“ е удължена поне до май 2008 г. и апаратът може да извършва наблюдения над полюсите на Слънцето за трети път през 2007 и 2008 г. По някакъв начин космическият апарат няма да има достатъчно захранване за да оперира с научните си инструменти и да предпази хидразиновото си гориво от замръзване. Най-важните инструменти са в изправност, но други не са.